# Sensibilisation
La sensibilisation consiste, en physiologie, à fournir à certains neurones sensoriels un stimulus induisant une réaction plus vive et plus puissante de ceux-ci. Ceci afin de faciliter une ultérieure utilisation de ces neurones.